# Arpașu de Jos (gmina)
Arpașu de Jos – gmina w Rumunii, w okręgu Sybin. Obejmuje miejscowości Arpașu de Jos, Arpașu de Sus i Nou Român. W 2011 roku liczyła 2502 mieszkańców.